# 渋谷フクラス
渋谷フクラス（しぶやフクラス、SHIBUYA FUKURAS）は、東京都渋谷区道玄坂一丁目にある高層の複合施設。
東急プラザ渋谷をキーテナントに、商業施設、オフィス、バスターミナルなどで構成され、東急グループの東急不動産が運営する。
「道玄坂一丁目駅前地区第一種市街地再開発事業」プロジェクトの東急プラザ渋谷跡地で2019年（令和元年）12月5日に開業し、渋谷駅西口正面に位置して新設の歩行者専用デッキで駅と直結する。ビル南側は国道246号、首都高速3号渋谷線に面する。
2015年（平成27年）3月22日に閉館して解体した東急プラザ渋谷の跡地で新築し、2階から8階へ東急プラザ渋谷が再出店する。
「大人をたのしめる渋谷へ」をコンセプトに、40代歳以上の中年からシニア層を顧客に狙う。

## 名称
「フクラス (FUKURAS) 」は、日本語の「膨らす（膨らます）」から起想し「渋谷および渋谷フクラスに訪れるすべての人々の幸福を大きく膨らませていきたい」とする。「小さな物語の集積」を建築コンセプトに「多様な人や文化が混在し集まり成長する過程で小さな物語が生まれ、その集合体がかたどっていく渋谷の街のように、小さな結晶体が集まりビルの外観を形成する」。

## 構成

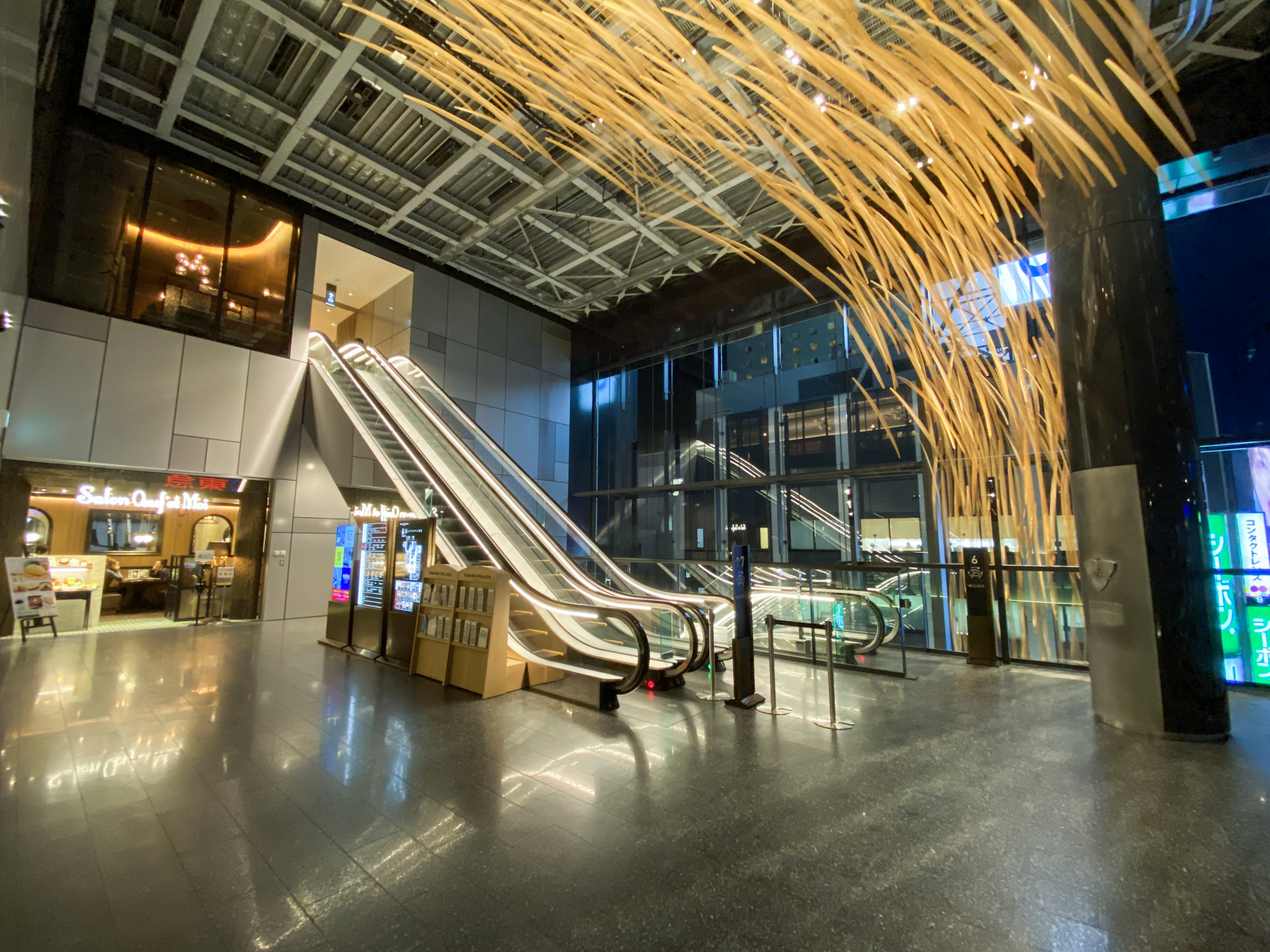
6階東急プラザ エントランス

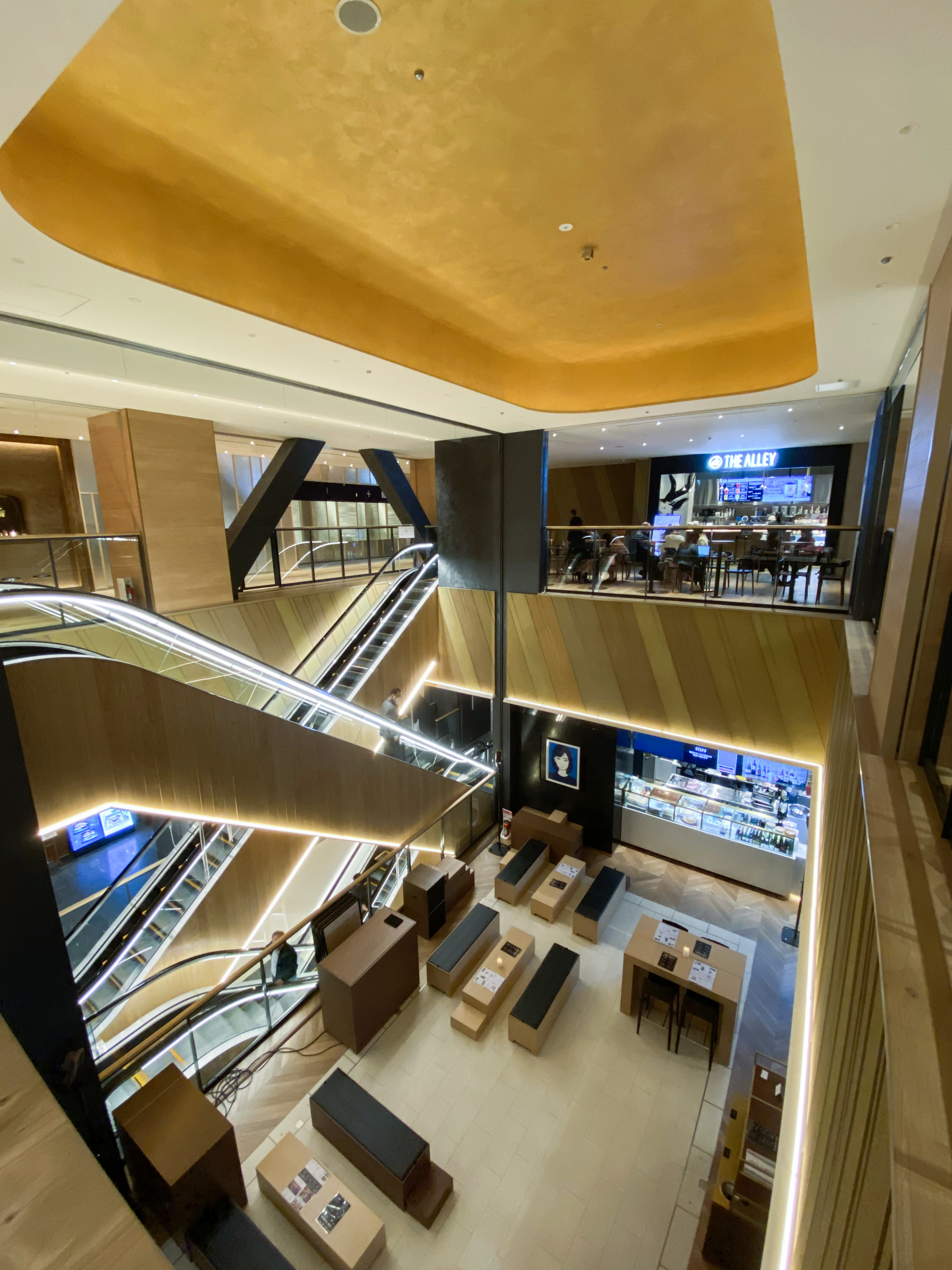
中庭

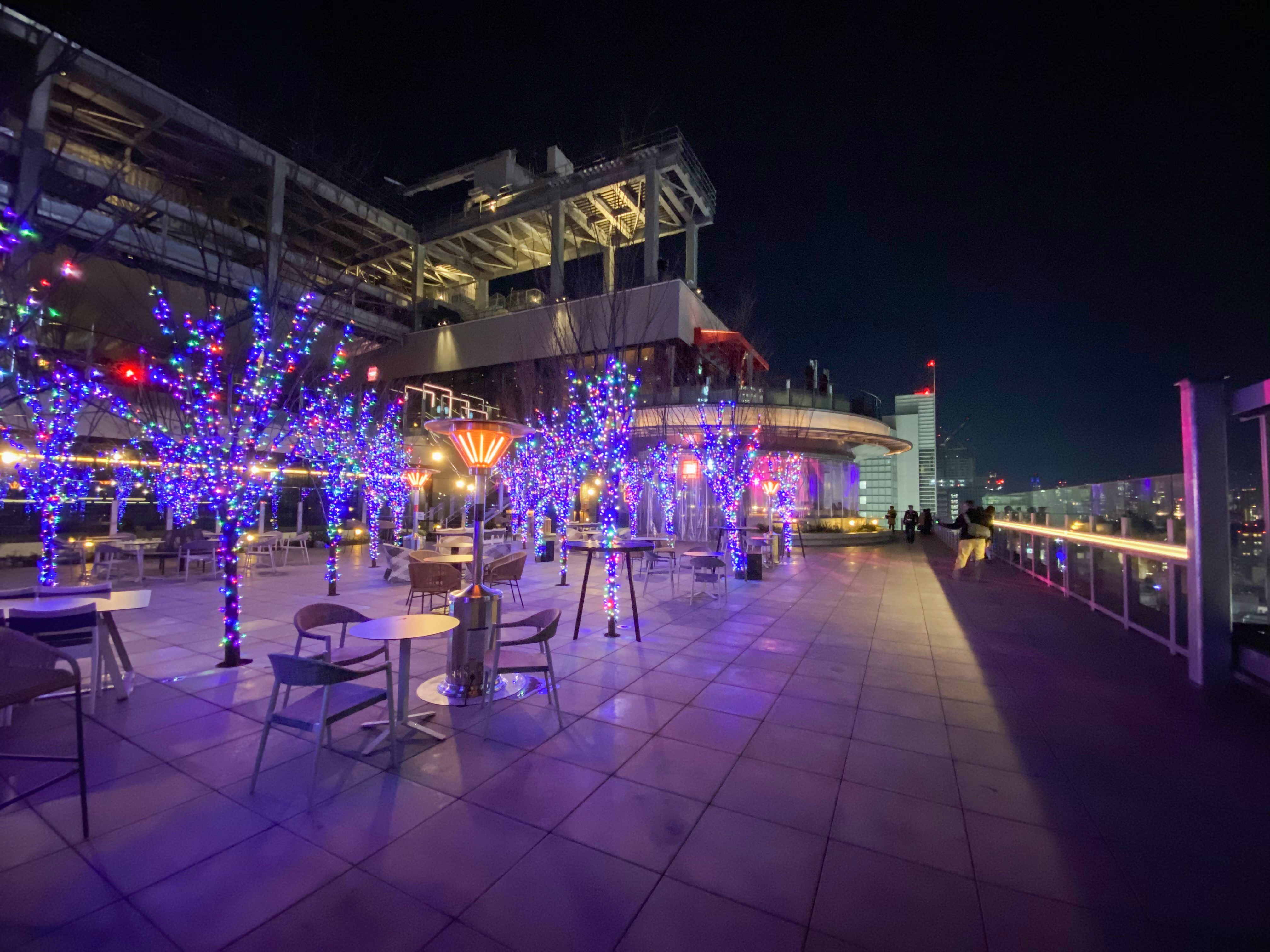
17階屋上庭園

商業施設として東急プラザ渋谷、ほかにオフィス、駐車場、インバウンド向け観光案内所「shibuya-san（シブヤサン）」、バスターミナルなどからなる複合施設である。17階屋上庭園「ルーフトップガーデン SHIBU NIWA（シブニワ）」は渋谷駅前とスクランブル交差点を一望する。1階バスターミナルは、羽田空港と成田空港から空港連絡バスが乗り入れる。
テナントはタリーズコーヒーが再出店し、金融機関は住友銀行時代から入居した三井住友銀行（渋谷駅前支店）はフクラス裏へ移転し、三井信託銀行時代から出店した三井住友信託銀行（渋谷支店）が東急プラザ渋谷5階「シブヤライフラウンジ」に再入居する。
渋谷駅西口周辺の道路混雑を緩和するため、地下2階に二輪車駐車場のほか2種の交通施設を設ける。2020年1月に開設された登録制の荷捌き場「ESSA（エッサ）」はフクラス裏手のプラザ通りへエレベーターで連絡し、2022年4月に「渋谷駅西口優良タクシー乗り場」のタクシー待機所が開設される。
それぞれ外部サイト「渋谷フクラス フロアガイド」と「東急プラザ渋谷 フロアマップ」に館内案内が詳しい。
| 18F      | 屋上階                                                     |
| 17F      | 屋上庭園「SHIBU NIWA」                                     |
| 9F - 16F | オフィスフロア                                             |
| 2F - 8F  | 東急プラザ                                                 |
| 1F       | バスターミナル、店舗（ロードサイドショップ）、自転車駐輪場 |
| B1F      | 防災センター                                               |
| B2F      | 荷捌き場「ESSA」、二輪車駐車場、タクシー待機場             |
| B3F      | 駐車場・オフィス車寄せ                                     |

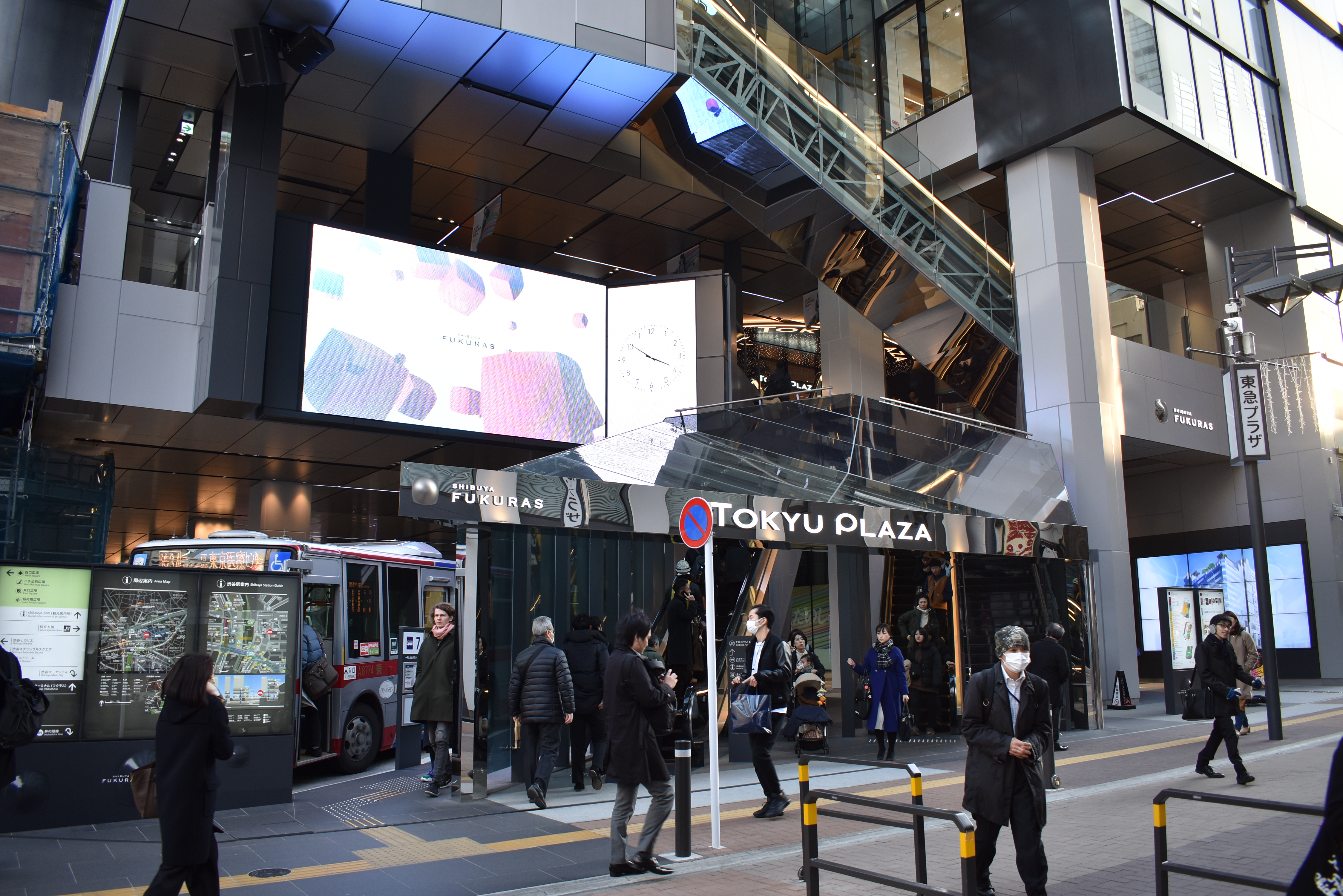
東急プラザ入口（2020年1月24日撮影）
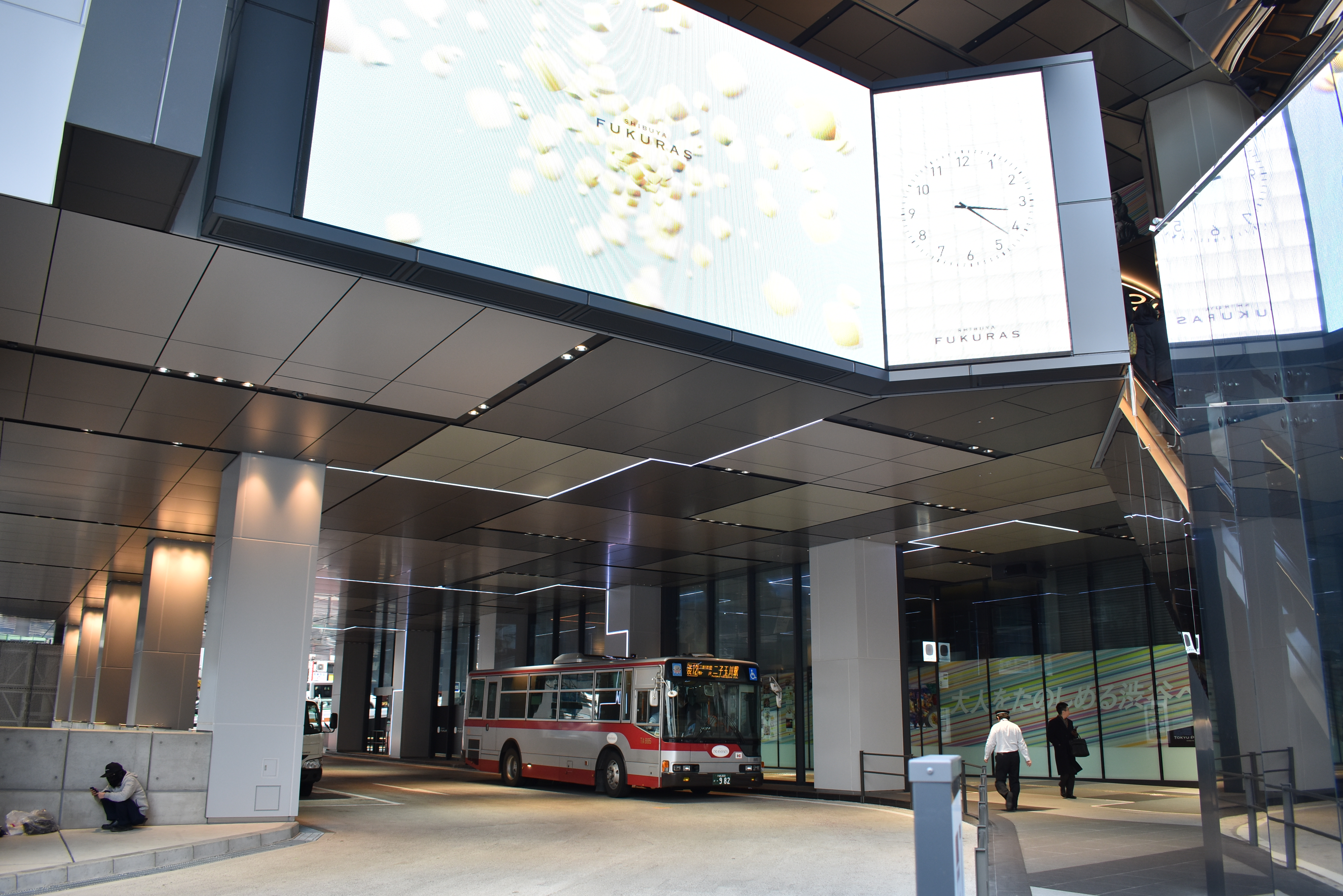
バスターミナル（2020年1月24日撮影）
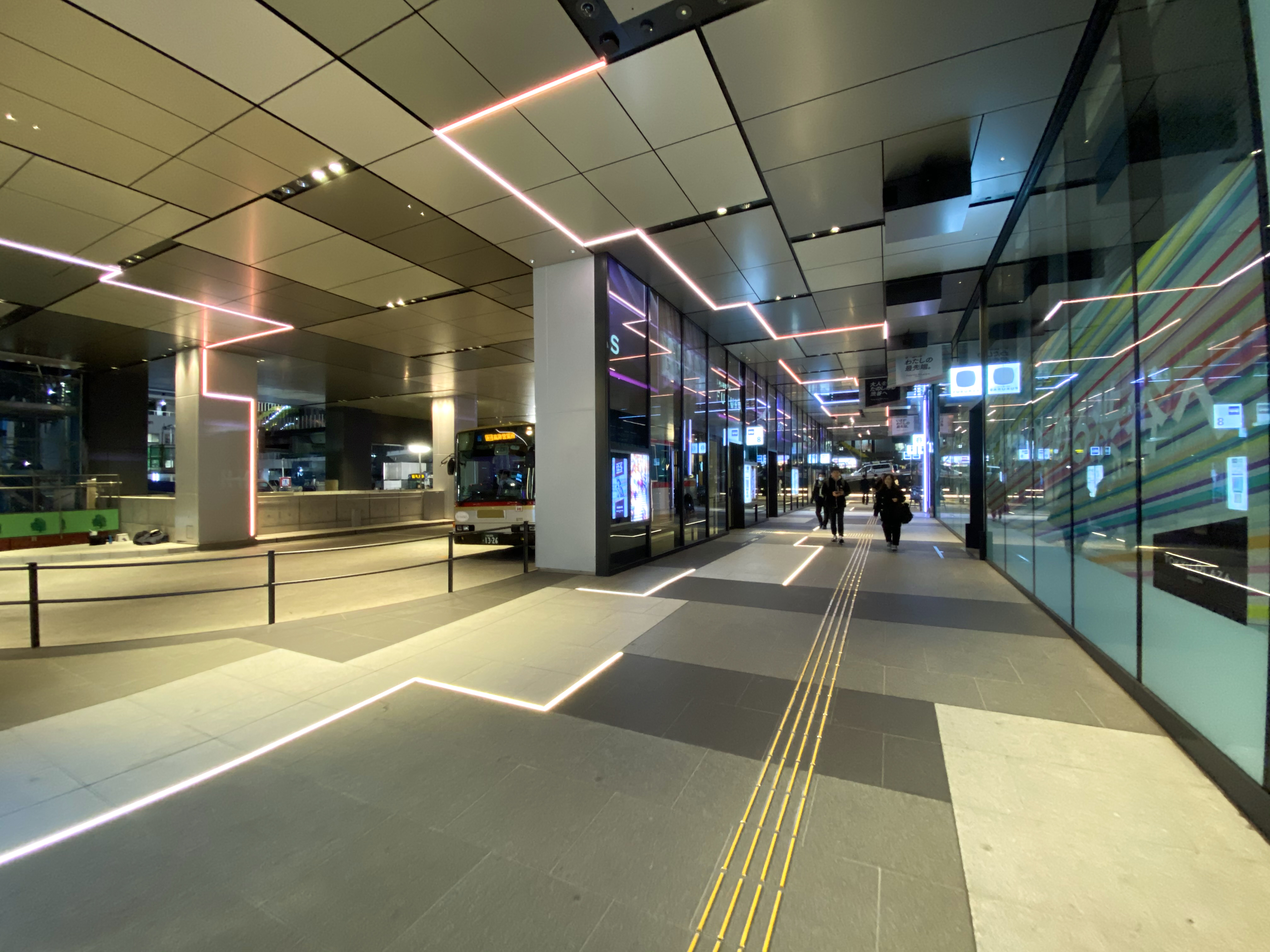
バスターミナル コンコース（2019年12月23日撮影）
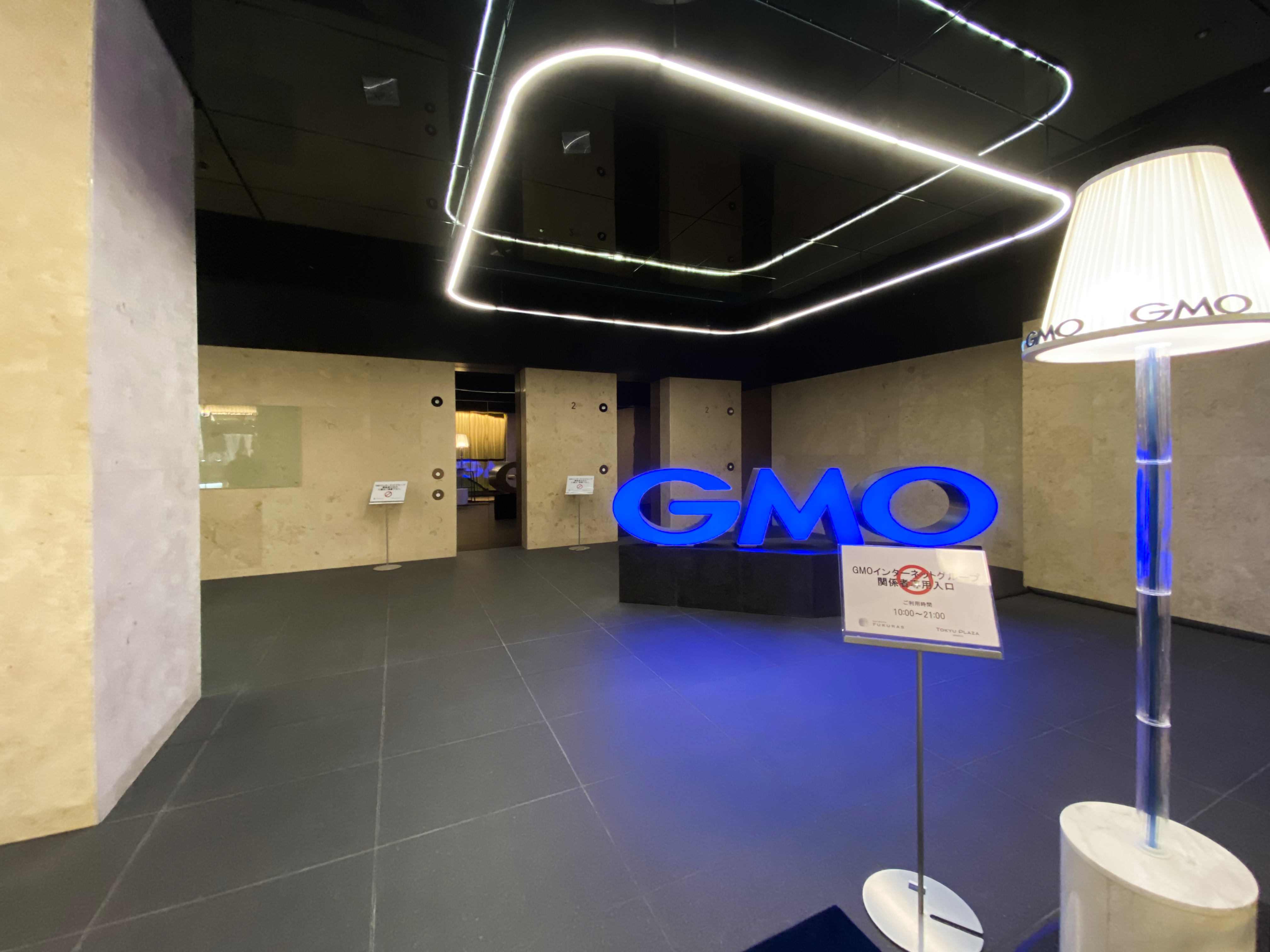
2階GMOオフィスロビー
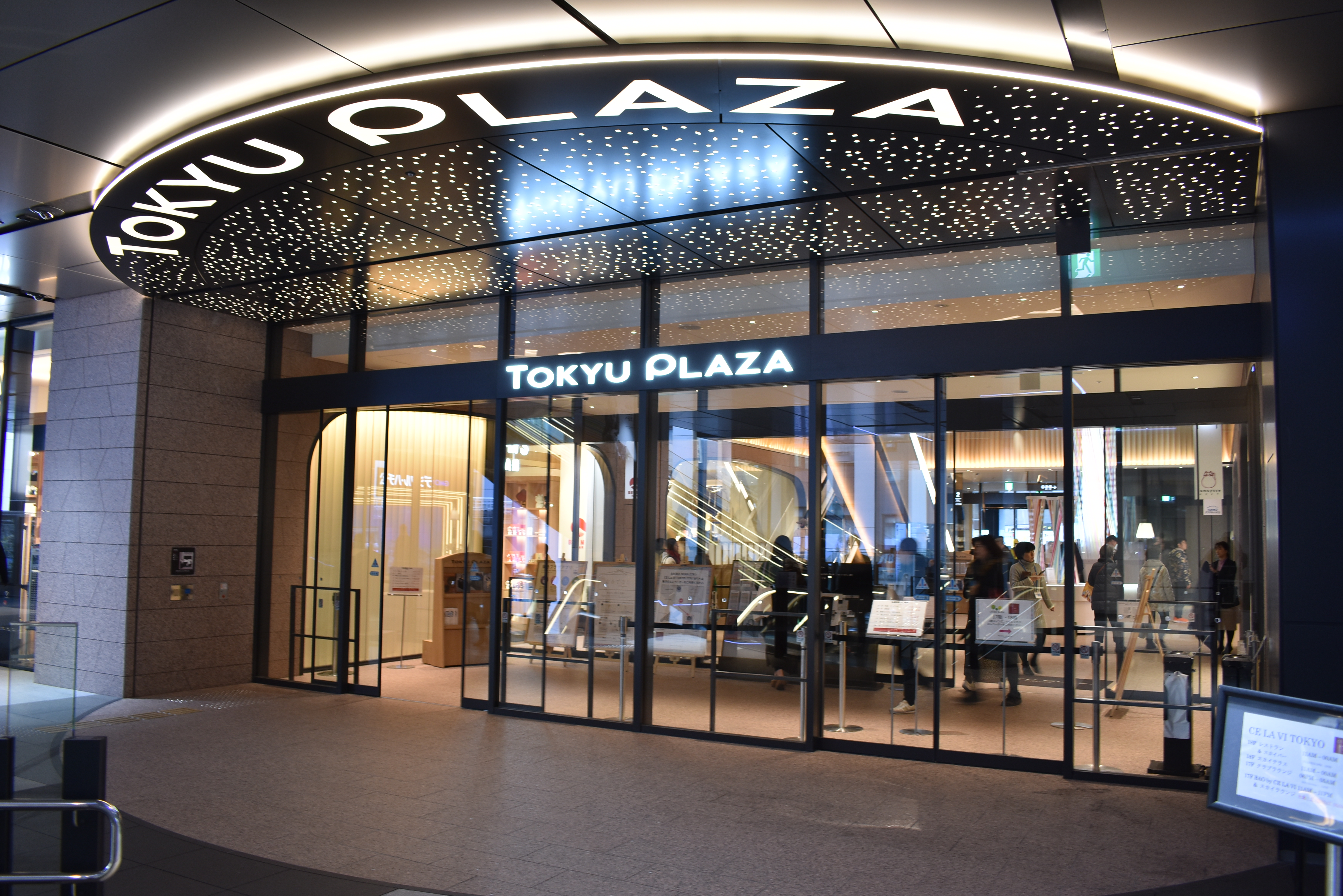
2階東急プラザ エントランス（2020年1月24日撮影）
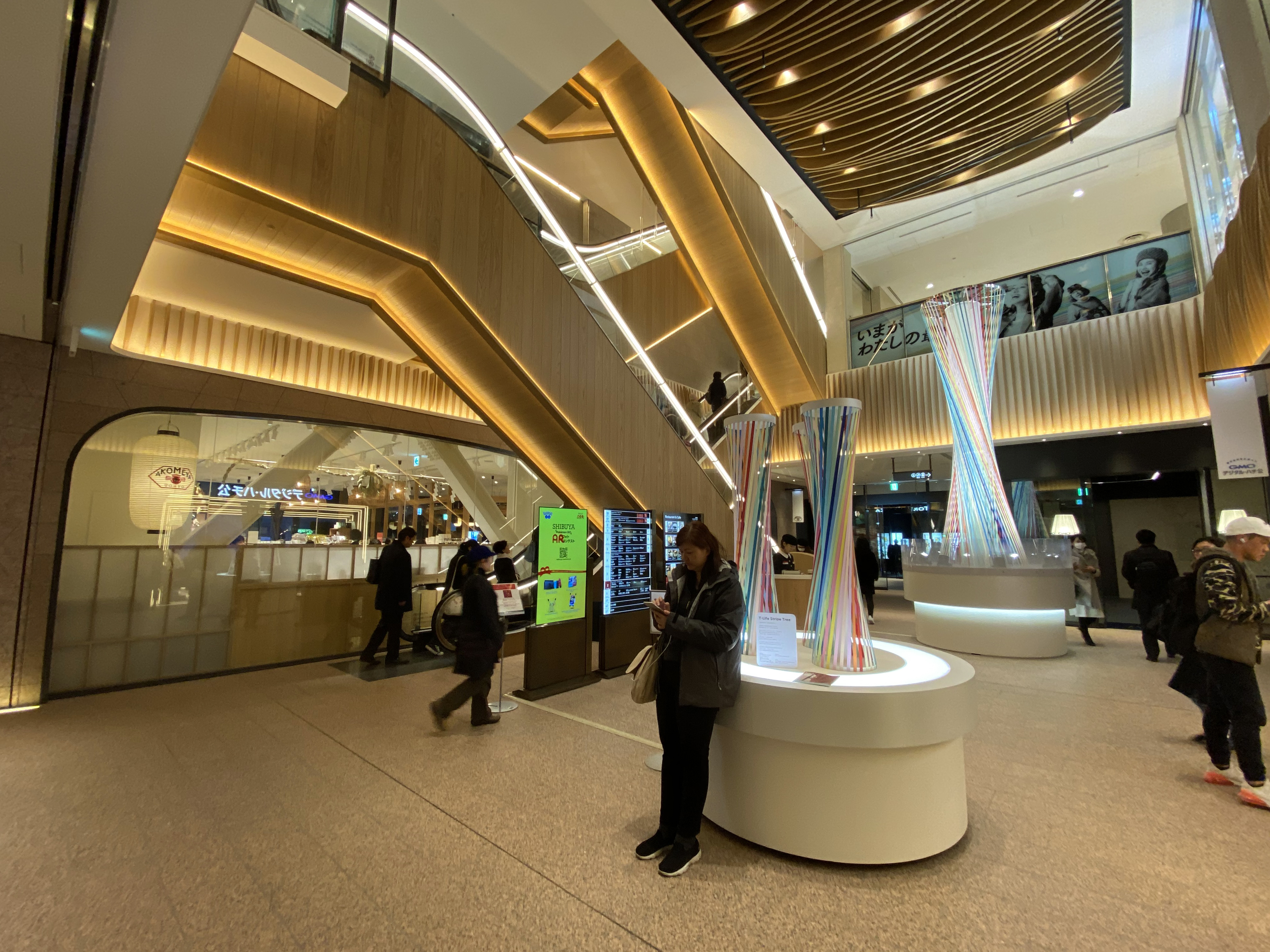
エントランスホール（2019年12月23日撮影）
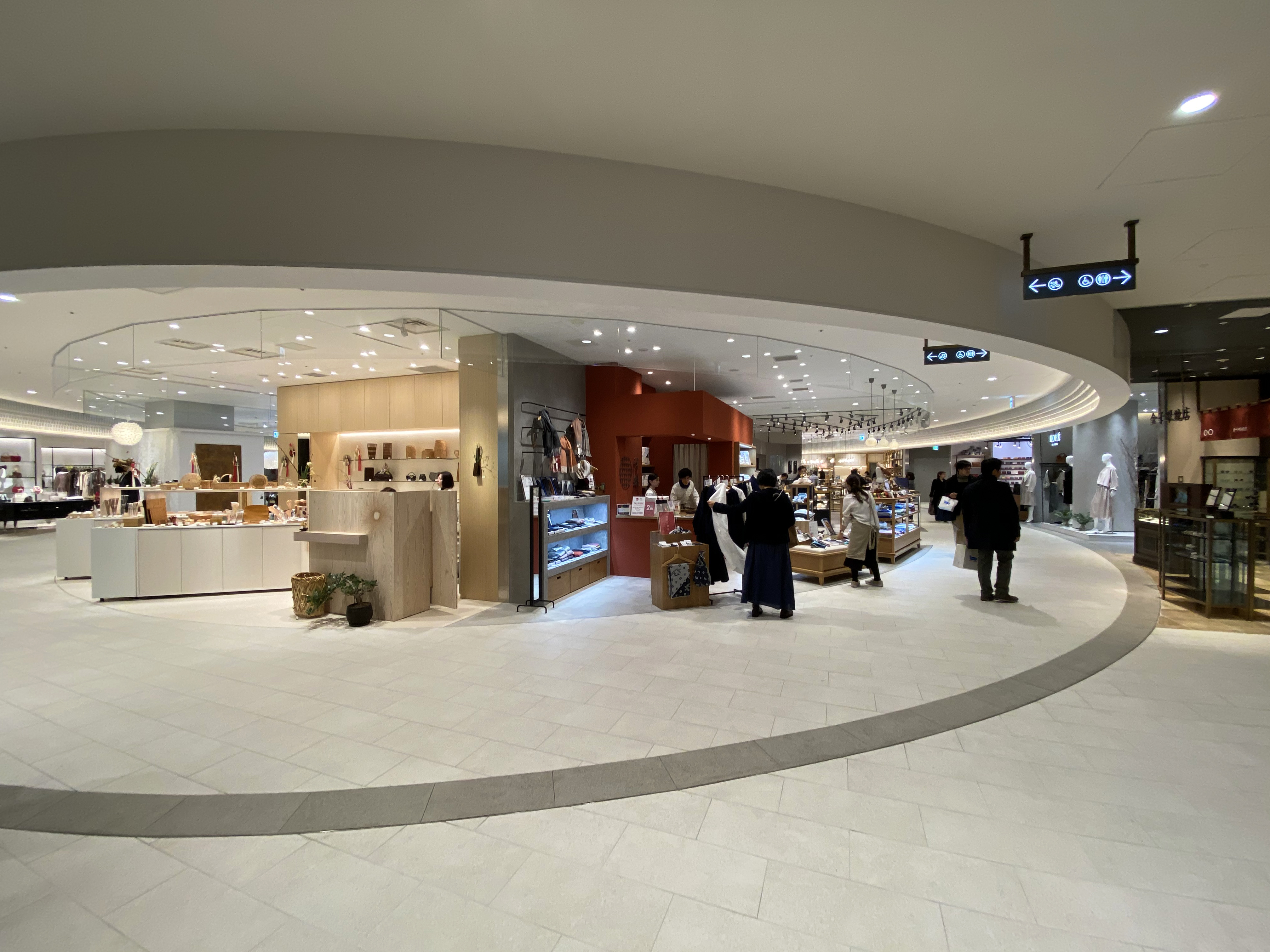
3階東急プラザ エントランス（2019年12月23日撮影）
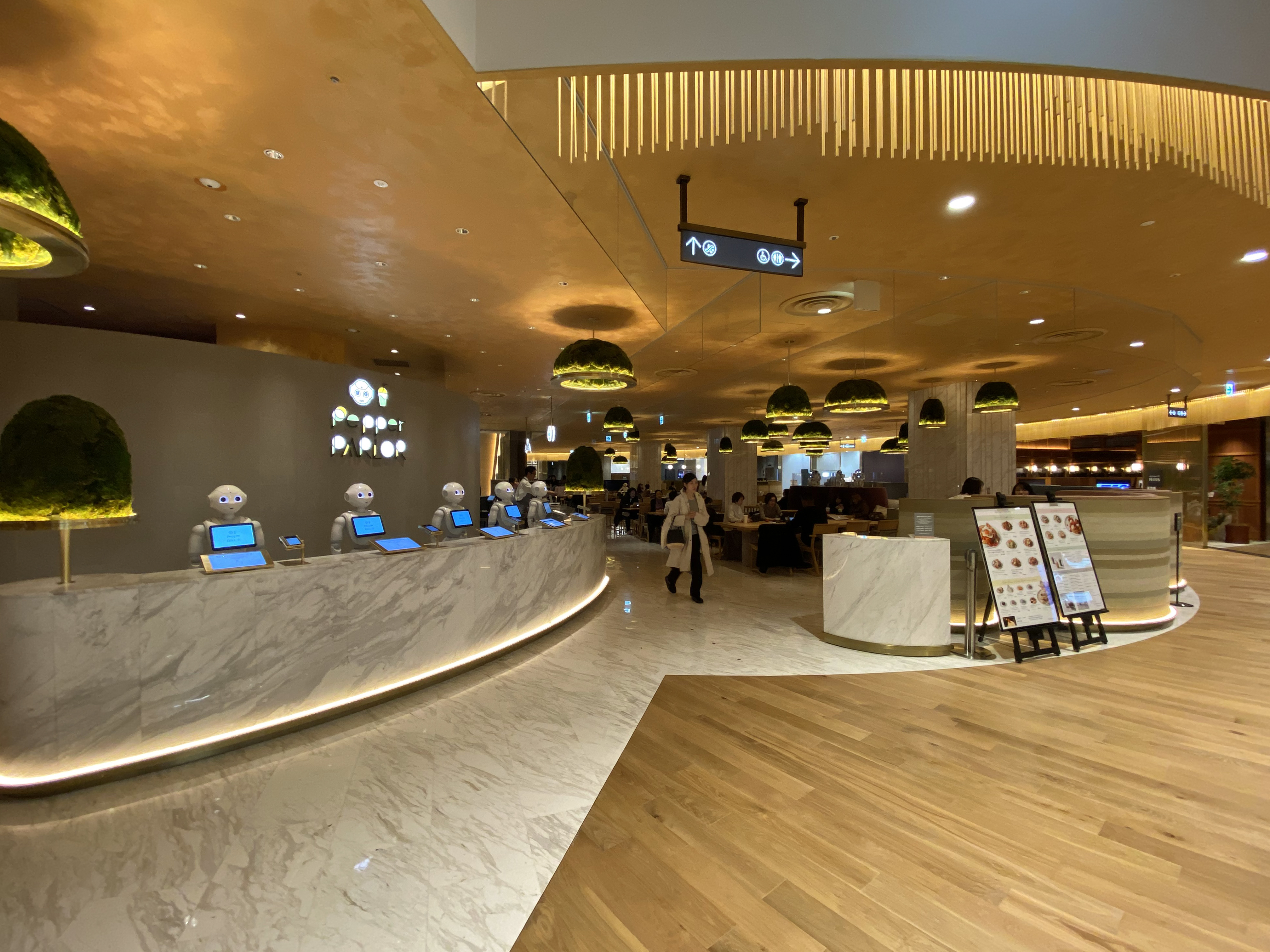
5階ペッパーパーラー（2019年12月23日撮影）